# Valken
Valken är en kulle i Antarktis. Den ligger i Östantarktis. Norge gör anspråk på området. Toppen på Valken är 240 meter över havet.
Terrängen runt Valken är platt åt nordost, men åt sydväst är den kuperad. Terrängen runt Valken sluttar norrut. Trakten är obefolkad. Det finns inga samhällen i närheten.